# Col d'Anozel
Le col d'Anozel ou col de la Croix Saint-Georges est un col du massif des Vosges qui, par la route départementale 58, permet de franchir l'extrémité méridionale du massif du Kemberg, entre la vallée de la Meurthe et la vallée du Taintroué.

## Histoire
Le col fut l'objet de violents combats lors de la bataille de la Haute Meurthe, fin août 1914, qui se conclut par le reflux de l'armée allemande au-delà de Saint-Dié. La mémoire de ces combats est maintenue par l'édification en 1934 d'un monument rappelant la mort en ces lieux du grand-rabbin aumônier Abraham Bloch tué en apportant un crucifix à un soldat catholique agonisant.

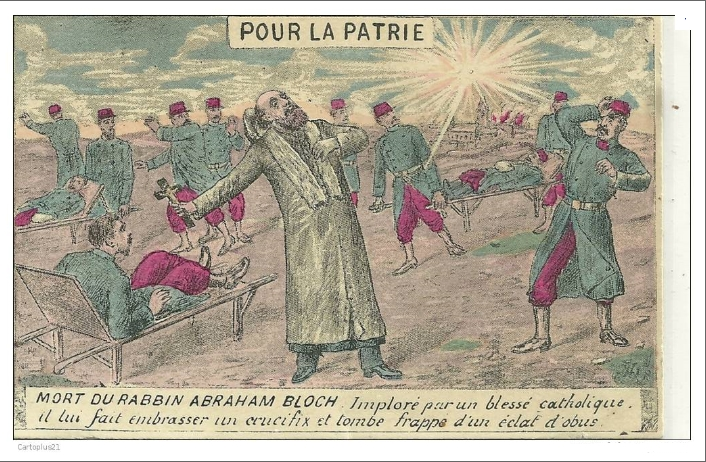
Mort du rabbin Abraham Bloch selon une affiche patriotique (1914).

## Randonnée
Le col est emprunté par le sentier de grande randonnée 533 (GR 533) qui traverse le massif des Vosges de Belfort à Sarrebourg ainsi que par le sentier de grande randonnée de pays de la Déodatie (GRP de la Déodatie).

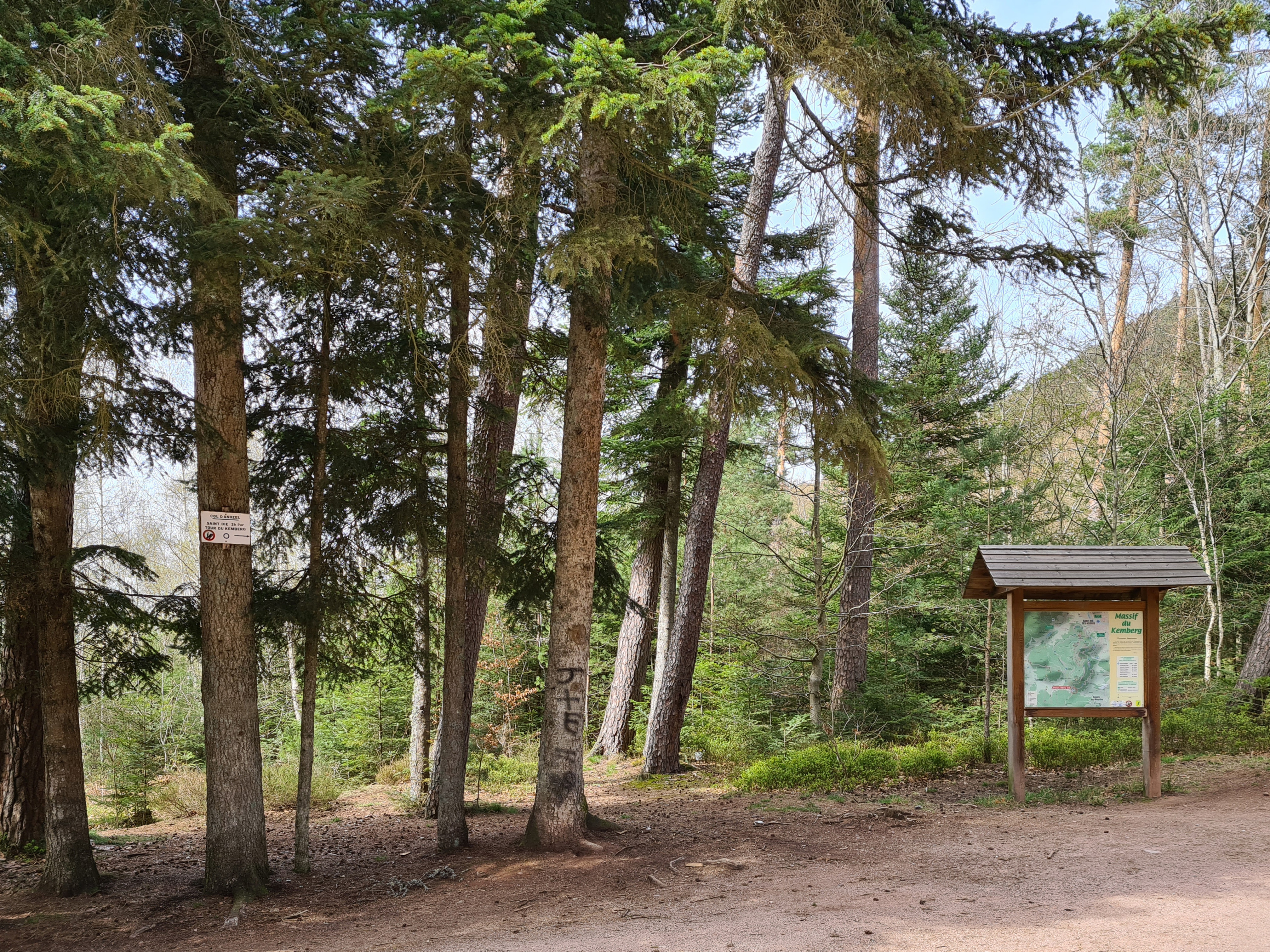
Col d'Anozel en chemin de randonnée.
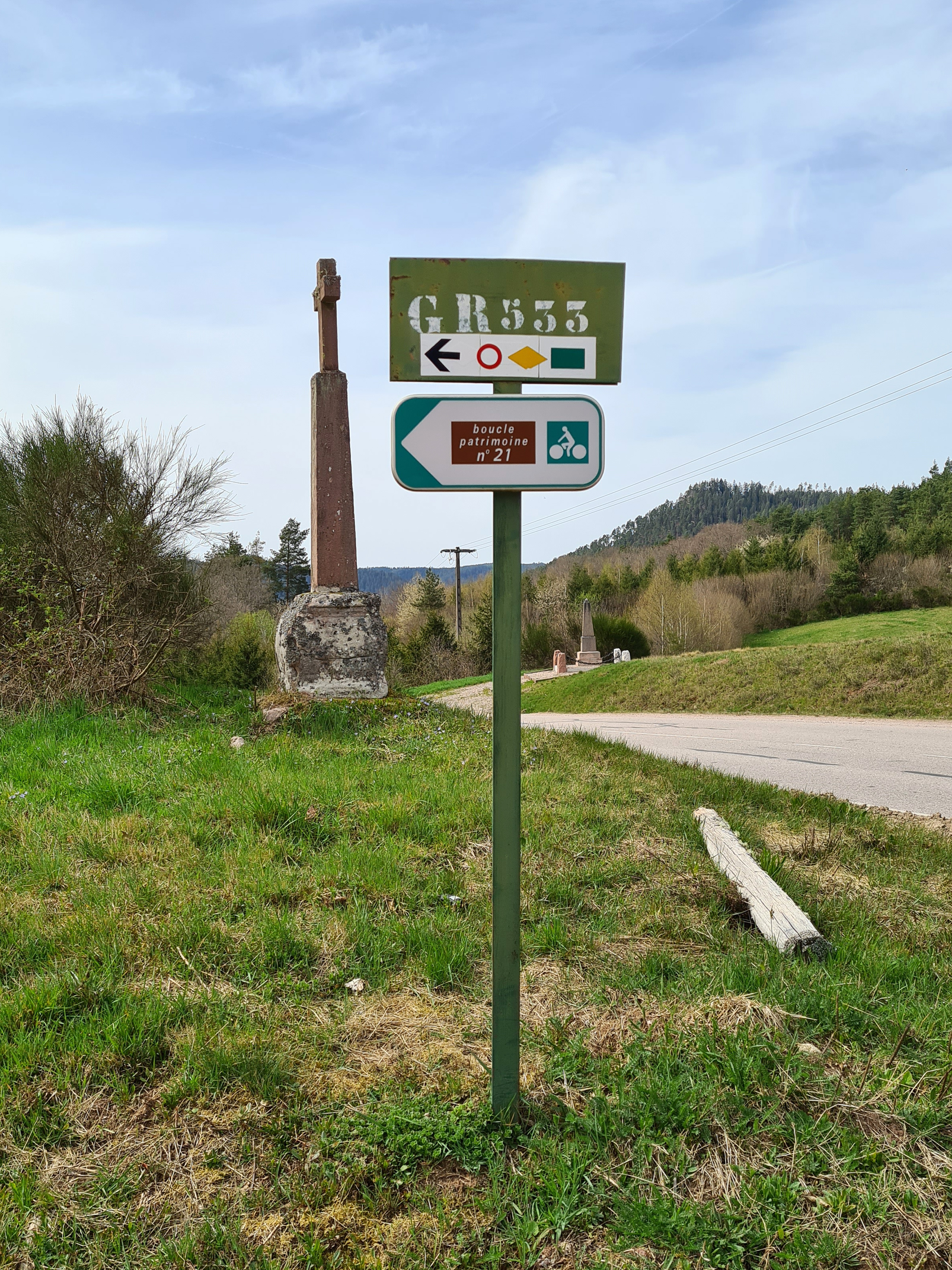
Signalétique spécifique du Club vosgien pour le GR 533.
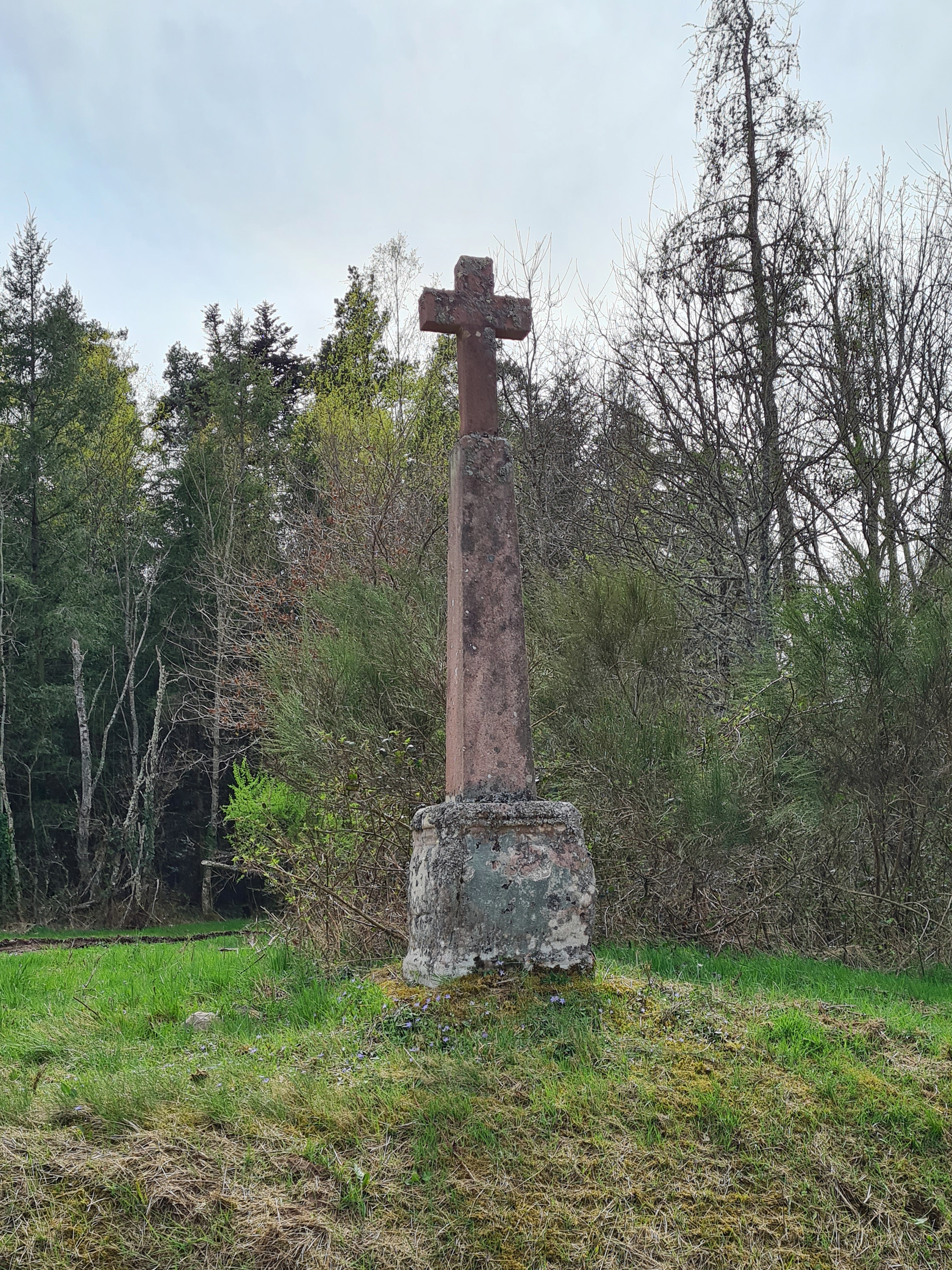
La croix Saint-Georges, à proximité du col d'Anozel.